# Altopiani d'Islanda

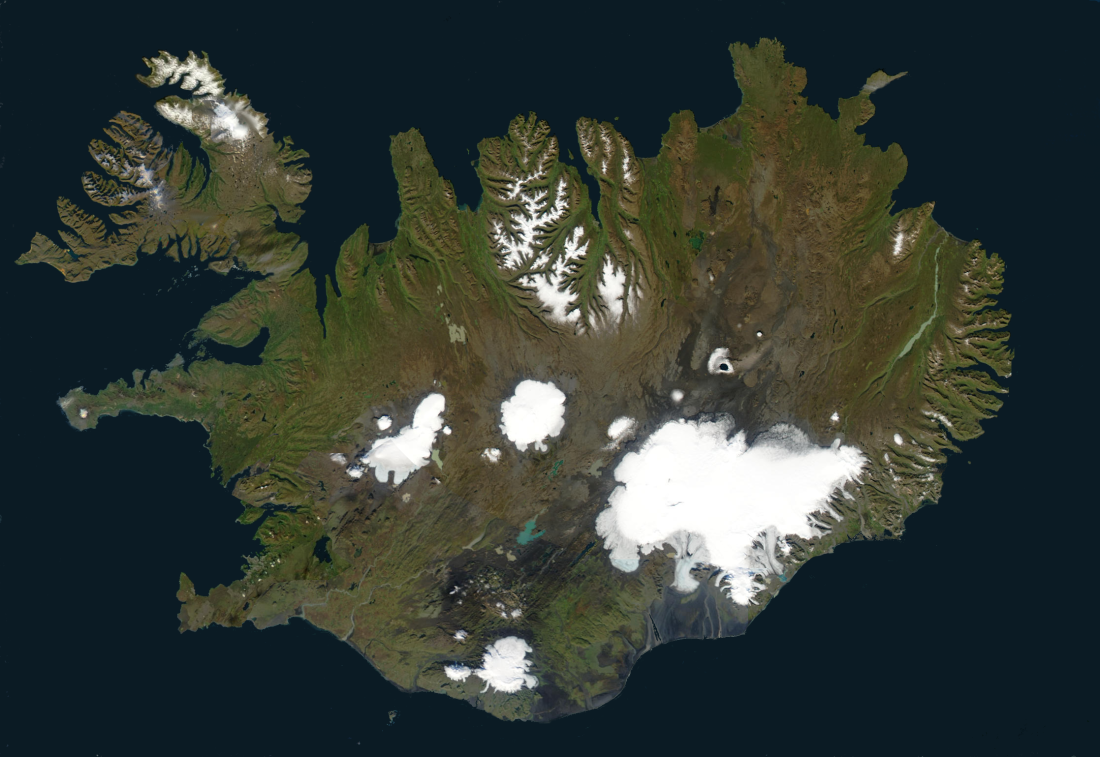
In questa immagine satellitare gli altopiani appaiono come un'area bruna al centro dell'isola

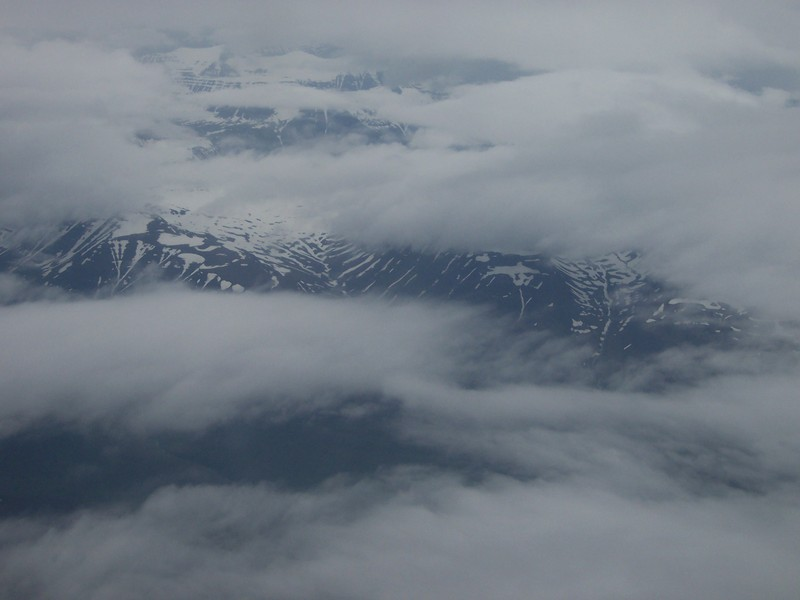
Gli Altopiani, visti dall'aereo nel luglio 2006

Gli altopiani d'Islanda in islandese Miðhálendið col significato di «Alte terre centrali», costituiscono una regione di montagne e altopiani localizzati nella zona centrale dell'isola.
Sono situati a circa 400-500 metri sul livello del mare e includono vaste calotte glaciali come quella del Vatnajökull.

## Descrizione
Inospitale e desertica, la regione è disabitata e pressoché non sfruttata, con l'eccezione di qualche complesso idroelettrico come quelli di Kárahnjúka o di Vatnsfell. La regione è scarsamente vegetata in ragione del clima polare ma anche in ragione della natura lavica del suolo.
La zona risulta in larga parte come una superficie desertica di terra scura, grigia o nera, unitamente a lava e ceneri vulcaniche.
Vi si possono però trovare alcune aree che non presentano questa aridità; sono situate in prossimità dei fiumi e appaiono come vere e proprie oasi, per esempio Herðubreiðarlindir vicino a Askja.
Gli altopiani d'Islanda si possono suddividere nelle seguenti categorie: 
- "Háls", ovvero ampie creste di montagna tra vallate, per esempio la zona di Langavatn a Nord di Borgarnes;
- "Heiði", ovvero veri e propri altopiani, per esempio la zona lungo la strada Sprengisandur.

La maggior parte dei numerosi ghiacciai islandesi, come il Vatnajökull, il Langjökull e lo Hofsjökull si trovano in questa regione.

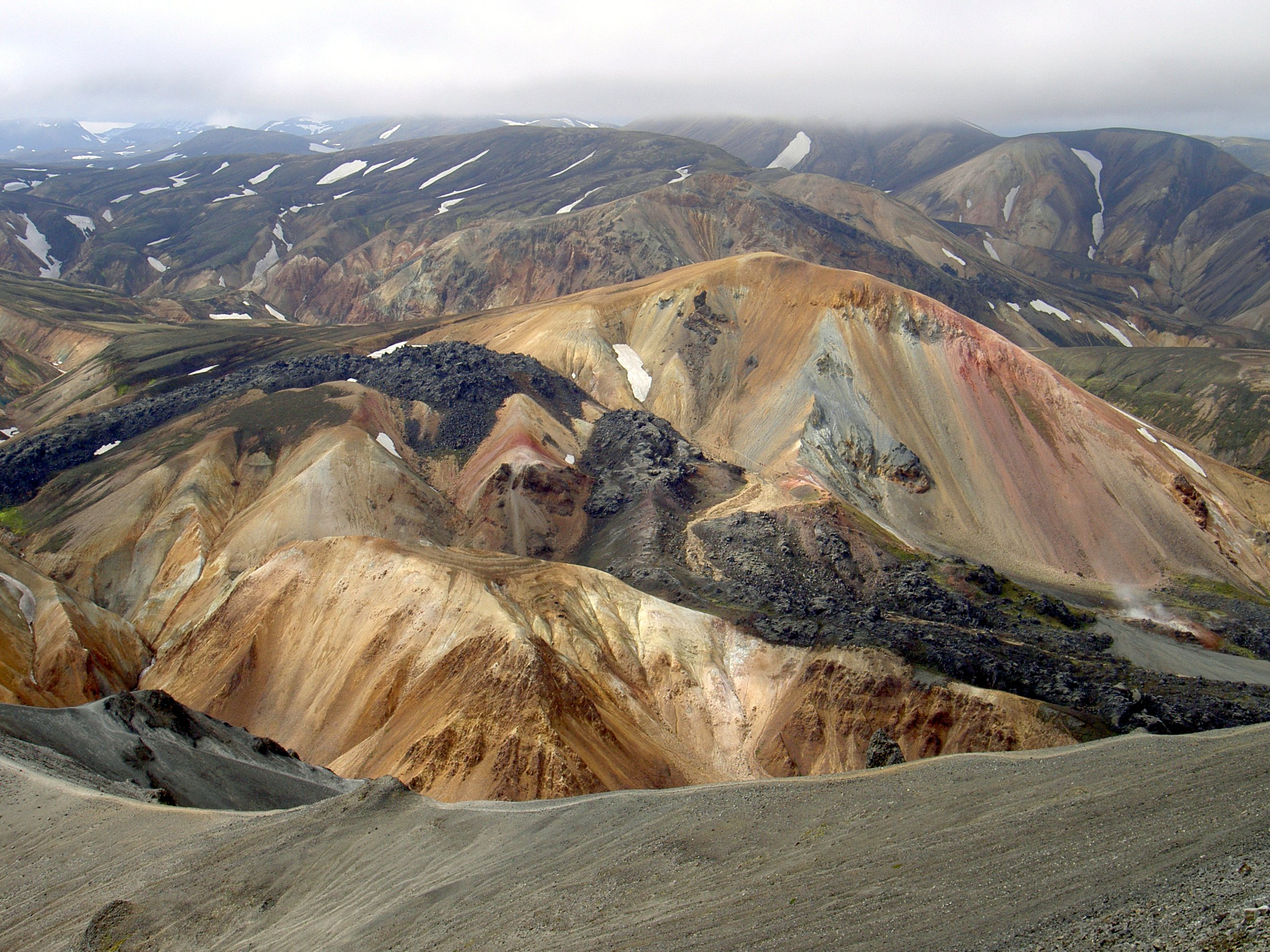
Paesaggio nell'area di Landmannalaugar

Alcune delle zone più interessanti d'Islanda con attività vulcanica si trovano negli altopiani, ovvero Landmannalaugar e la regione attorno ad Askja e Herðubreið.

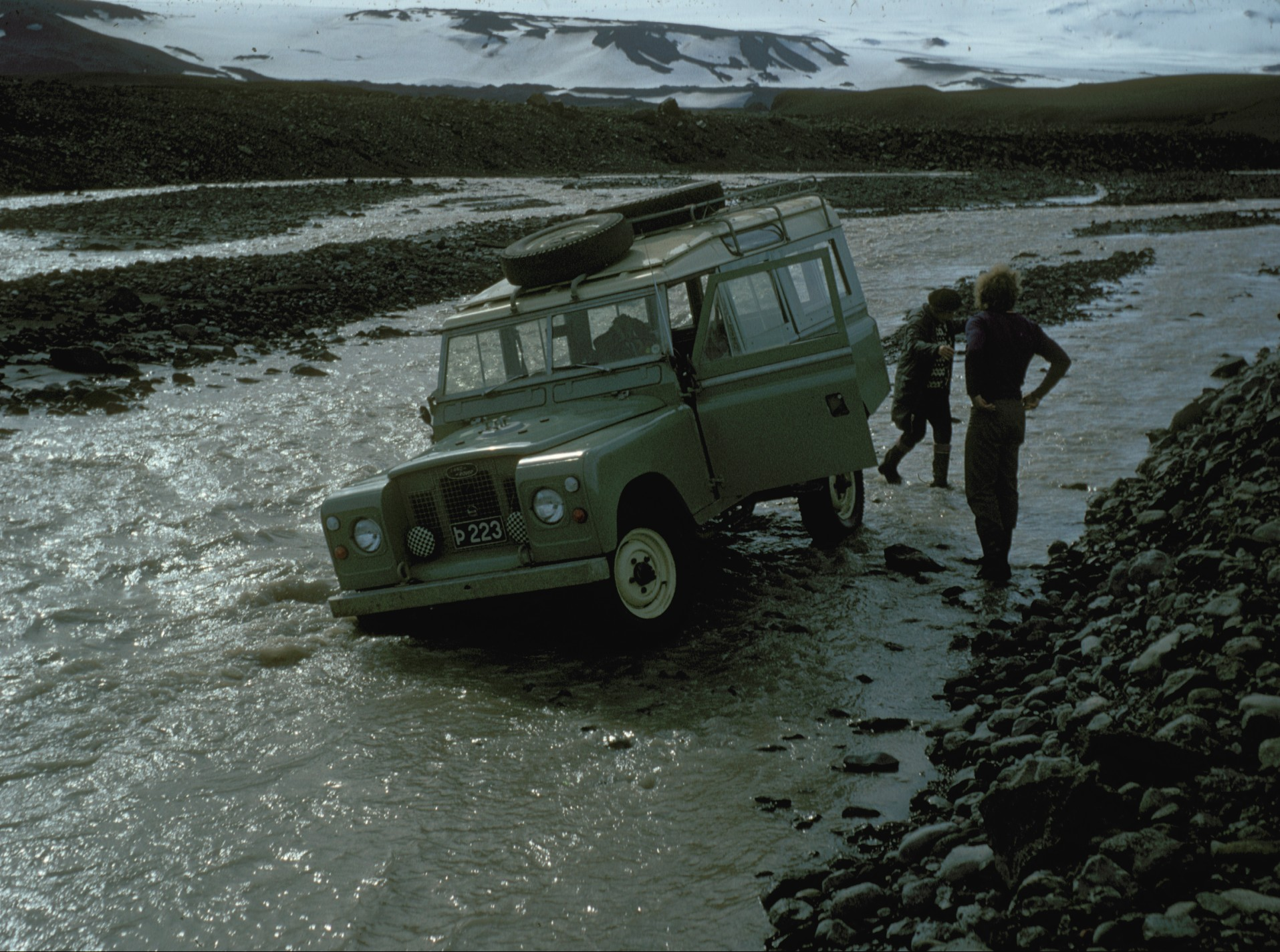
Land Rover Defender impantanata in un fiume degli altopiani

## Viabilità
Gli altopiani possono essere attraversati solamente durante l'estate islandese (da giugno ad agosto). Per il resto dell'anno, le strade che li percorrono vengono chiuse al traffico. Le strade più conosciute degli altopiani sono Kaldidalur, Kjalvegur e Sprengisandur. La maggior parte delle strade richiedono veicoli con quattro ruote motrici, poiché è spesso necessario guadare fiumi e torrenti. Tuttavia, la strada denominata Kjalvegur può essere facilmente percorsa con una normale berlina e questa caratteristica ne fa una delle strade più famose ed utilizzate degli altopiani.

La guida fuori strada (dove per "strada" si intende pista in questo contesto) è vietata negli altopiani quando la neve è assente, per proteggere la vegetazione.

## Itinerari
L'itinerario turistico più noto in queste terre desolate è quello di Sprengisandur percorso da autobus estivi che partono dalla capitale e fanno capolinea al lago di Mývatn.